# Promenades Cathédrale
Pour les articles homonymes, voir Cathédrale (homonymie).
Les Promenades Cathédrale est un centre commercial construit en 1987 au centre-ville de Montréal. Il est d'une superficie de 135 490 pi2 (12 587 m2).
Ce complexe tire son nom du fait qu'il a été construit sous la cathédrale anglicane Christ Church. On disait même que la construction du centre est venue stabiliser les fondations de la cathédrale Christ Church et sa santé financière.
Ce centre commercial constitue un segment clé du RÉSO, le réseau souterrain de Montréal,. Il est directement accessible à partir du Centre Eaton.
Il a deux entrées sur la rue Sainte-Catherine et une sur le boulevard De Maisonneuve. Il est voisin de la station de métro McGill.

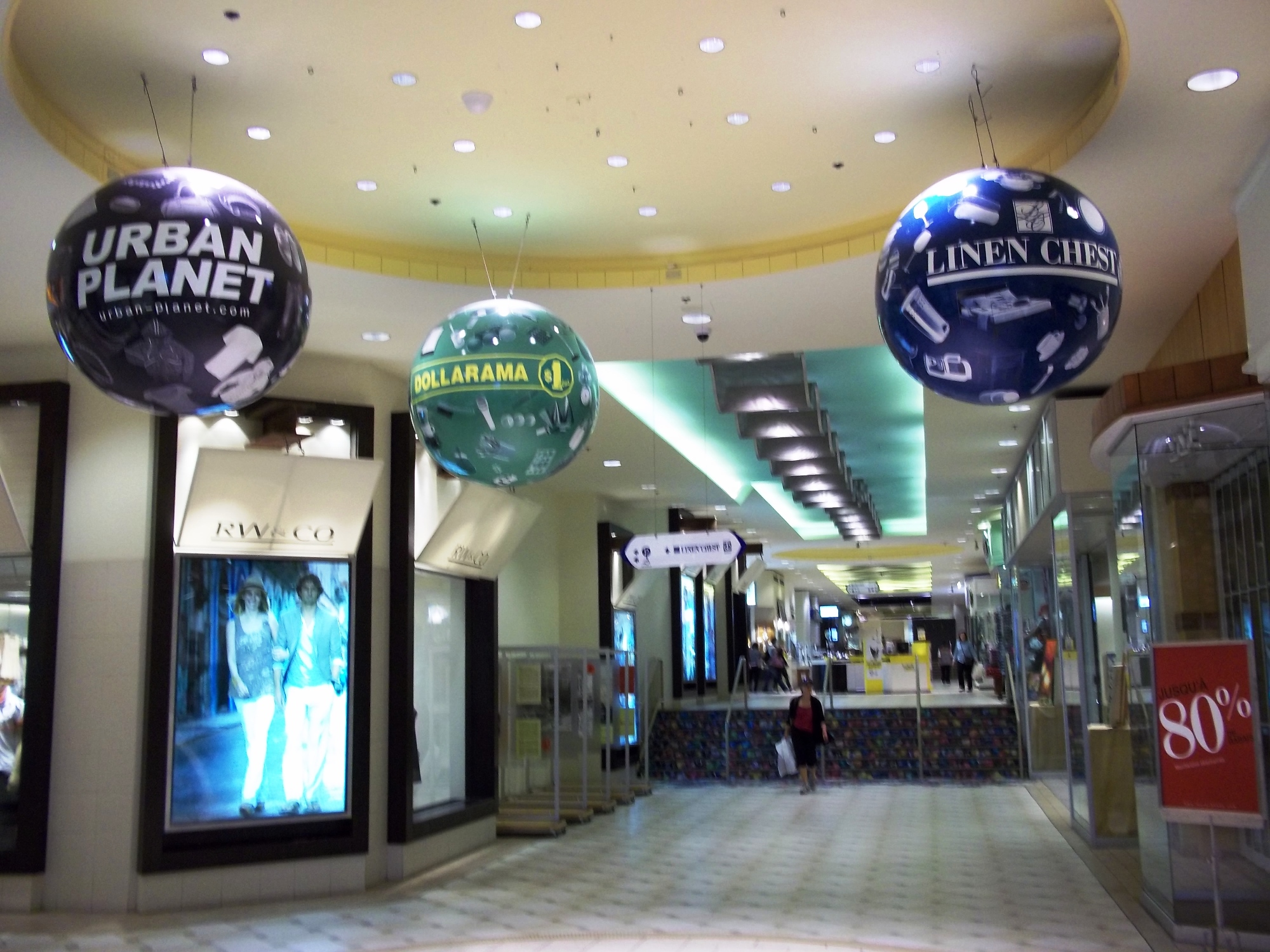
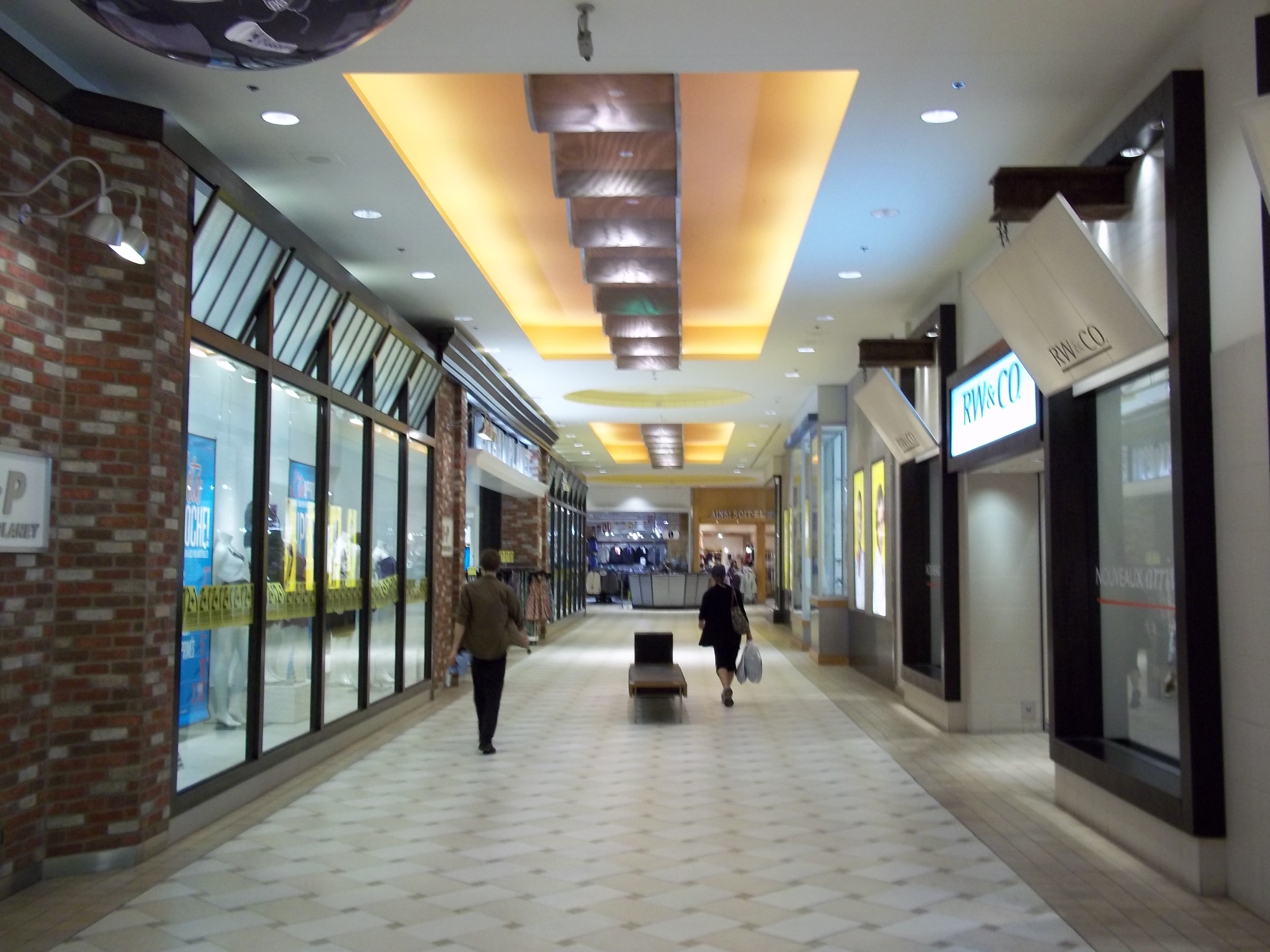
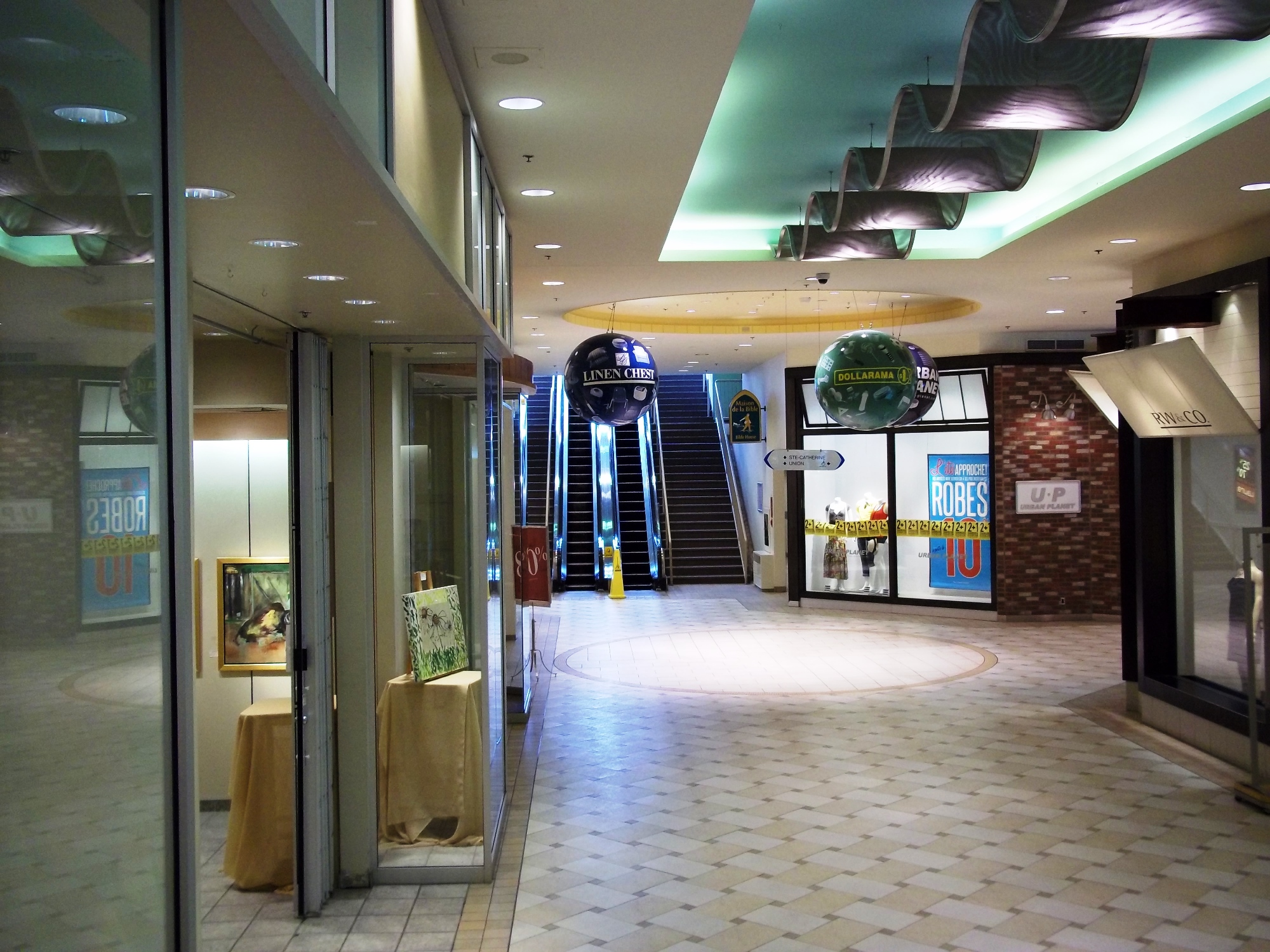
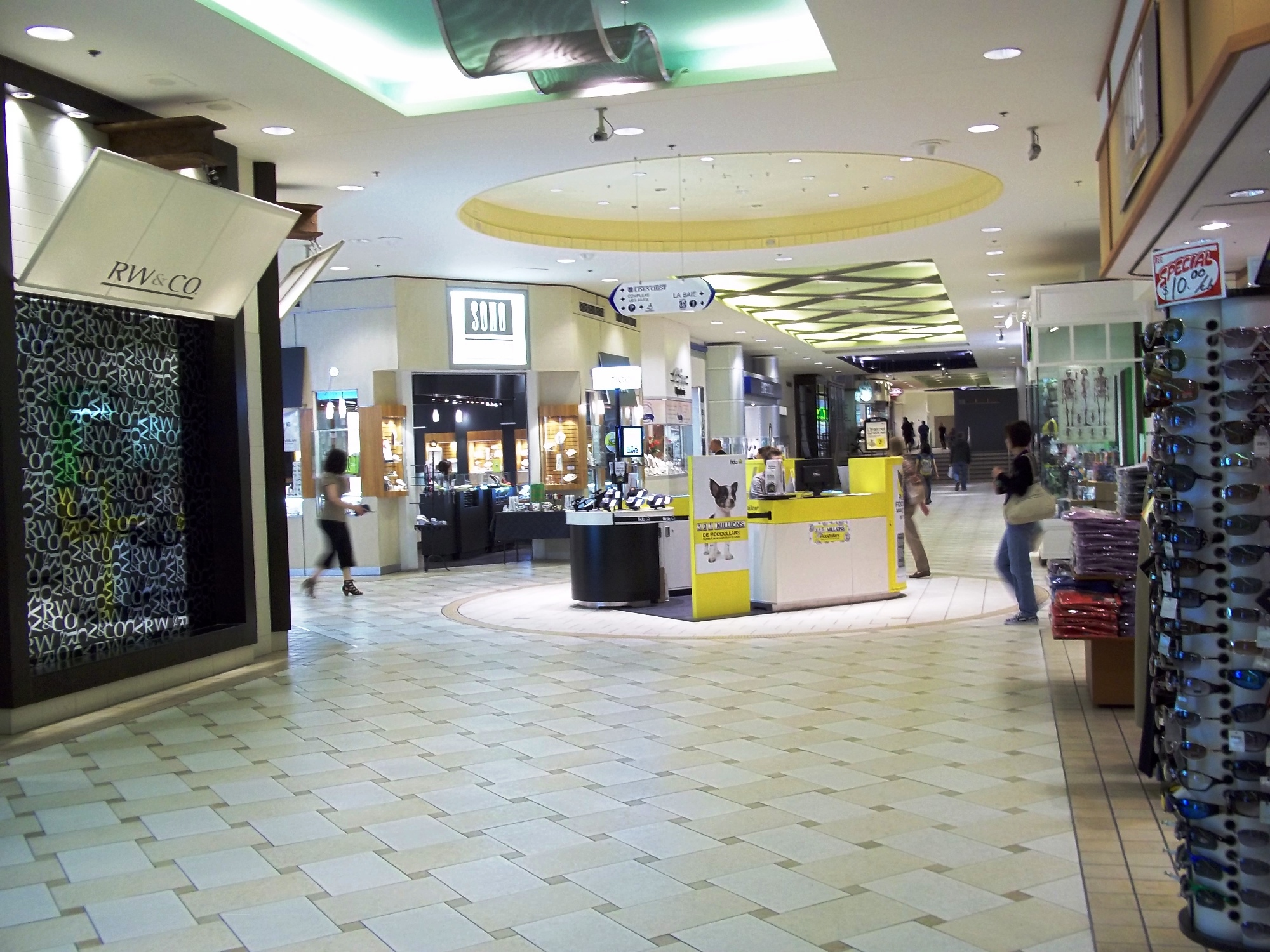
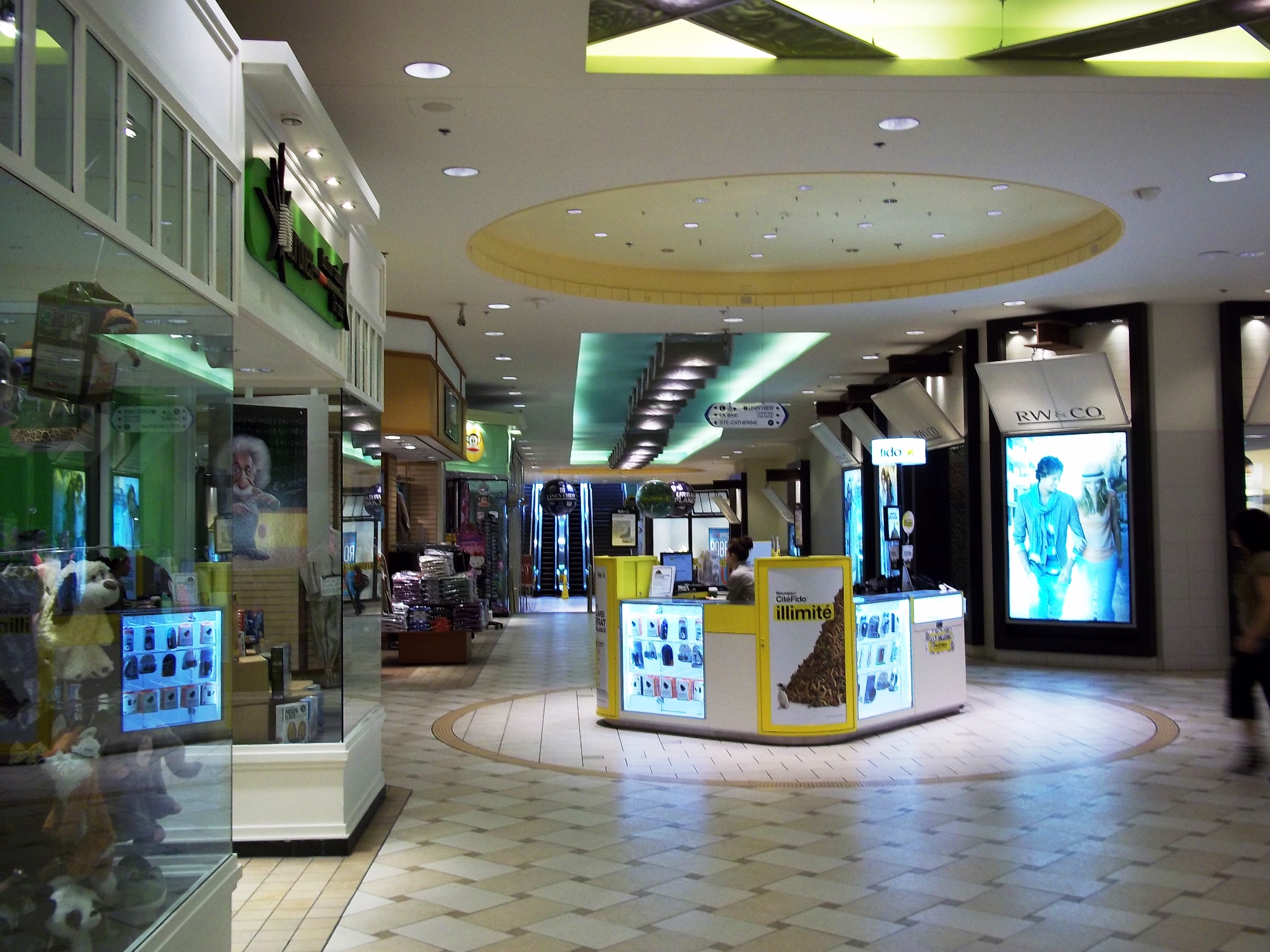
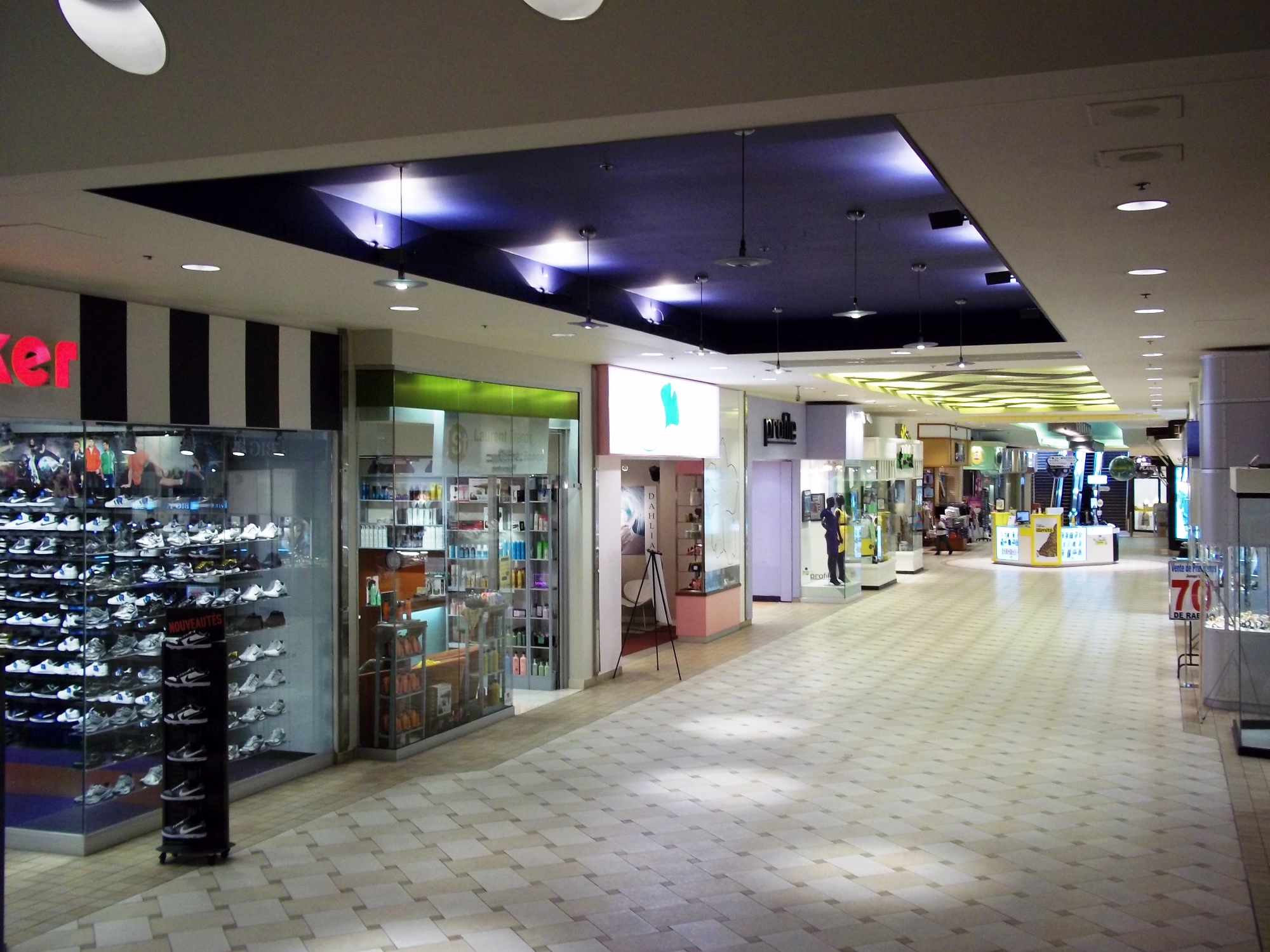

## Magasins
- 5e Avenue
- Dahlia Spa
- Dollarama
- Éconofitness Gym
- Lace
- Librairie Omnibus
- Linen Chest
- Maison de la Bible
- Margarita
- Mat & Max
- Olly Fresco's
- Profile
- Subway
- Sushi Shop
- Thaï Express
- Tim Hortons